# Manuel António Pires
Manuel António Pires (* 27. März 1915 in Vinhais; † 2. April 1999) war ein portugiesischer römisch-katholischer Geistlicher und Bischof von Kwito-Bié.

## Leben
Manuel António Pires empfing am 8. April 1939 das Sakrament der Priesterweihe.
Am 7. März 1955 ernannte ihn Papst Pius XII. zum Titularbischof von Alia und zum Koadjutorbischof von Silva Porto. Der Bischof von Bragança-Miranda, Abílio Augusto Vaz das Neves, spendete ihm am 29. Juni desselben Jahres die Bischofsweihe; Mitkonsekratoren waren der Bischof von Vila Real, António Valente da Fonseca, und der Bischof von Lamego, João da Silva Campos Neves.
Manuel António Pires wurde am 23. September 1958 in Nachfolge des verstorbenen Antonio Ildefonso dos Santos Silva OSB Bischof von Silva Porto (später: Kwito-Bié). Pires nahm an allen vier Sitzungsperioden des Zweiten Vatikanischen Konzils teil. Am 15. Juni 1979 nahm Papst Paul VI. das Rücktrittsgesuch von Manuel António Pires an.